# Kinderhilfe des Schweizerischen Roten Kreuzes
Die Kinderhilfe des Schweizerischen Roten Kreuzes (französisch Croix-Rouge suisse, Secours aux Enfants, italienisch Croce Rossa Svizzera, Soccorso ai fanciulli) war eine vom Januar 1942 bis 1955 dauernde Hilfsaktion des Schweizerischen Roten Kreuzes (SRK) zugunsten von kriegsgeschädigten Kindern aus mehreren europäischen Ländern. Keine andere Rotkreuzgesellschaft hat sich in den Jahren 1942–1945 ausserhalb des eigenen Landes so weitgehend engagiert.

Schweizerisches Rotes Kreuz

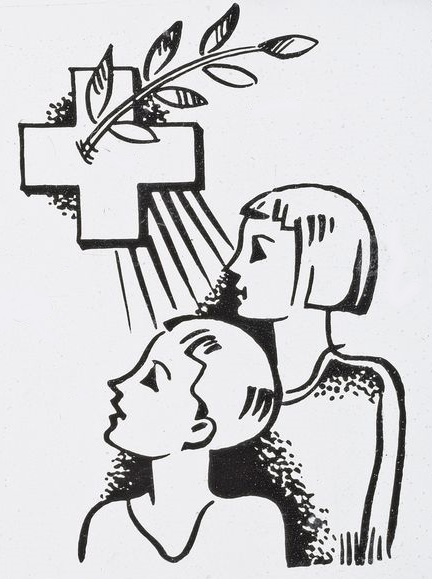
Schweizerisches Rotes Kreuz, Kinderhilfe

Von 1945 bis 1948 war die Kinderhilfe Aktionsträger der Schweizer Spende, einem vom Schweizer Bundesrat am 25. Februar 1944 eingeleiteten Zusammenschluss konfessionell und politisch unterschiedlich ausgerichteter Hilfswerke, deren Ziel es war, mit einer nationalen Spendensammlung des Schweizer Volkes in achtzehn kriegsgeschädigten Ländern in Europa Humanitäre Hilfe und Wiederaufbauhilfe zu leisten. Vom Bund wurden im Dezember 1944 über 150 Millionen Franken bereitgestellt, während die öffentliche Sammlung weitere 50 Millionen erbrachte.

## Vorgeschichte

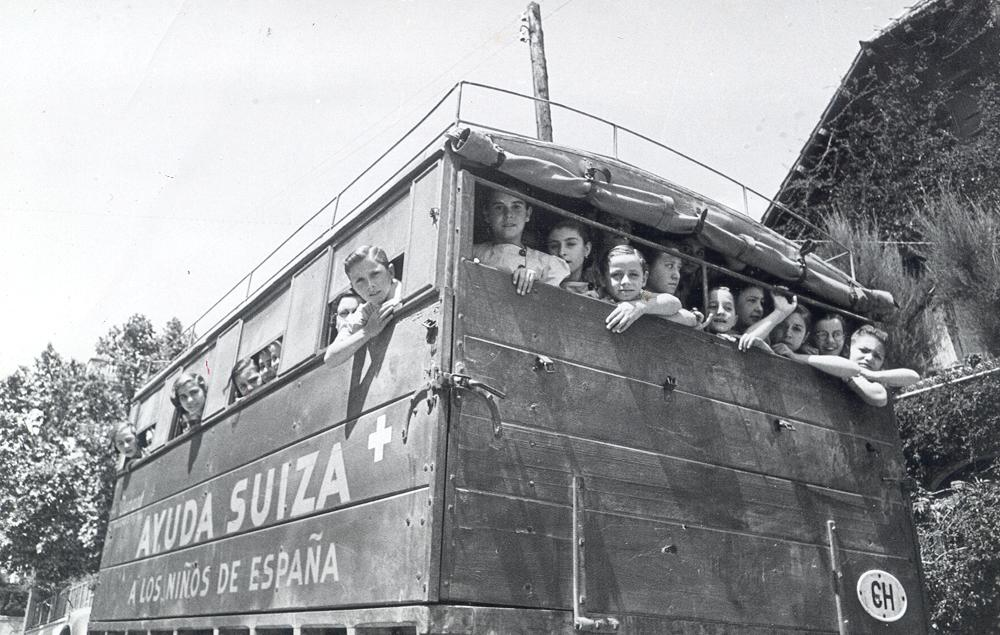
Evakuation von Spanierkindern durch die Ayuda Suiza

Die Kinderhilfe der Schweiz hat eine lange Tradition. Während des Ersten Weltkriegs begannen Schweizer Familien Kinder aus kriegsversehrten Nachbarländern zur Erholung aufzunehmen. Im Jahr 1915 wurden 444 belgische Kinder für einen Ferienaufenthalt in die Schweiz eingeladen. Diese Erholungsaufenthalte wurden ab 1918 für Auslandschweizerkinder durch Private und Organisationen wie Pro Juventute fortgesetzt. In der Zwischenkriegszeit engagierte sich die Kinderhilfe in der Schweiz und während des Bürgerkrieges in Spanien. Während des Zweiten Weltkriegs erhielt die Kinderhilfe eine neue Orientierung: Verfolgte Kinder und teilweise auch ihre Mütter fanden in der zone libre in Südfrankreich in Heimen der Kinderhilfe Zuflucht und Schutz.
Die freiwilligen Helfer organisierten sich 1932 in der Proletarischen Kinderhilfe und 1933 in der Arbeiterkinderhilfe der Schweiz, die 1936 zum Schweizerischen Arbeiterhilfswerk (SAH) fusionierten sowie 1933 im politisch neutralen Schweizer Hilfswerk für Emigrantenkinder (SHEK). Für die Hilfe im Spanischen Bürgerkrieg vereinigten sich 1937 14 Hilfswerke zum Schweizerischen Hilfskomitee für die Kinder Spaniens (SAS)(Ayuda Suiza), die 1940 – infolge der Ausweitung des Kriegselendes auf immer weitere Länder (Finnland, Polen, Benelux, Frankreich) – mit 17 Organisationen zur Schweizerischen Arbeitsgemeinschaft für kriegsgeschädigte Kinder (SAK) wurde.
Die SAK (1944 aufgelöst) widmete sich der Aufnahme von Kindern aus Frankreich und Belgien und ihrer Unterbringung in Schweizer Familien. Die Genfer Sektion des SAK trug die Hauptarbeit bei der Aufnahme tausender französischer Kinder; und deren 1941 wachsende Zahl begann zum Problem zu werden.
Im August 1941 machte Hugo Oltramare, der Leiter der Aufnahmesektion der SAK Genf, der Leitung des SAK in Bern den Vorschlag, ein grosszügiges, neutrales Hilfswerk für die europaweite Hilfe zu schaffen, das von der ganzen Schweiz und ihren Behörden gemäss ihrer humanitären Tradition getragen würde. Weil der SAK dazu einerseits die personellen und finanziellen Mittel fehlten und sie andrerseits als «politisch» galt, war das nur möglich, indem eine neue, grössere Organisation unter der Schirmherrschaft des Schweizerischen Roten Kreuzes (SRK), dessen Statuten gleichzeitig um «zivile» Aufgaben erweitert werden mussten, gegründet wurde.
Die SAK und das SRK, das die Verantwortung für die ganze Tätigkeit trug, einigten sich auf einen Zusammenarbeitsvertrag, dessen Hauptbedingung die unbedingte Aufrechterhaltung der Grundsätze des Roten Kreuzes war. Das SRK stand, wie alle nationalen Rotkreuzgesellschaften, in einer privilegierten Beziehung zur Landesregierung und war vor allem in Kriegszeiten von der politischen Linie abhängig. Der Bundesrat ernannte im Januar 1942 Edouard de Haller zum neu geschaffenen Delegierten für internationale Hilfswerke. Er musste die Hilfswerke beraten, falls ihre Tätigkeiten sie in Situationen bringen würden, die Auswirkungen auf die Aussenpolitik und die Sicherheit der Eidgenossenschaft haben könnten. Das war besonders dann möglich, wenn sie im Ausland tätig waren oder mit Ausländern im Inland zu tun hatten.
Im Januar 1942 wurde das neue Hilfswerk als halbautonome Abteilung unter der Bezeichnung Schweizerisches Rotes Kreuz, Kinderhilfe in das SRK aufgenommen. Während des Krieges wurden vorwiegend Kinder aus Frankreich, Belgien und Serbien aufgenommen. Italien und Deutschland verzichteten auf diese Möglichkeit, und bei Ländern wie Griechenland gab es keine Transportmöglichkeiten.
Das Hilfswerk ersuchte den Künstler Hans Beutler aus Büren an der Aare, der vorher ein Jugendlager im Tessin geleitet hatte, in Le Chambon-sur-Lignon in Südfrankreich ein Kinderheim zu führen. Von 1943 an setzte sich Beutler in Le Chambon-sur-Lignon für die Rettung von Jugendlichen und von Erwachsenen in Frankreich ein.
Nach Kriegsende wurde die Kinderhilfe auf zahlreiche andere europäische Länder ausgedehnt. Nun kamen auch aus Deutschland, Italien und Österreich erholungsbedürftige Kinder in die Schweiz.

## Zweck
Die Kinderhilfe diente während des Zweiten Weltkrieges und in den Jahren danach der physischen und psychischen Betreuung von Kindern, die durch die Auswirkungen des Krieges erkrankt, unterernährt oder verletzt worden waren oder traumatische Kriegserlebnisse, zum Beispiel die Folgen einer Flucht, die Trennung von ihrer Familie oder den Verlust von Familienangehörigen, erlitten hatten. Nach dem Zweiten Weltkrieg war die Schweiz das erste Land, das der deutschen Zivilbevölkerung und insbesondere den Kindern Hilfe leistete.

## Auswahlkriterien für die Hilfe
Die SRK Kinderhilfe versuchte nach dem Grundsatz der Unparteilichkeit möglichst vielen bedürftigen Kindern aus allen betroffenen europäischen Ländern zu helfen. Bei der Auswahl der Kinder für einen Erholungsaufenthalt in der Schweiz wurden in erster Linie medizinische Kriterien berücksichtigt. Es wurden Kinder ausgewählt, die es gesundheitlich nötig hatten und deren Zustand es erlaubte, dass sie für einen drei- bis sechsmonatigen Aufenthalt in die Schweiz fuhren.
Als sich nach Kriegsende der gesundheitliche Zustand der Kinder wegen der chaotischen Zustände in den kriegsgeschädigten Ländern verschlechterte und sich vielerorts die Tuberkulose ausbreitete, wurde auf Empfehlung von Hugo Oltramare in Adelboden innert kurzer Zeit das bisher grösste Programm des SRK, das gleichzeitig rund 1000 prätuberkulöse Kinder aufnehmen konnte, eingerichtet und vom September 1945 bis März 1946 erfolgreich betrieben. Später wurde diese Aktion auf weitere Kurorte erweitert. Für den Aufenthalt in der Schweiz mussten die Kinder obligatorisch geimpft werden, um die Ausbreitung von Epidemien bei den Helfern, Gastfamilien und in der Schweizer Bevölkerung zu verhindern. In den betroffenen Ländern wurden Kindern und Säuglingen grosse Mengen an Frischmilch, Milchkonserven und Milchpulver abgegeben, um die Ernährungsmängel, die ihr Immunsystem schwächten, zu beheben.

## Organe

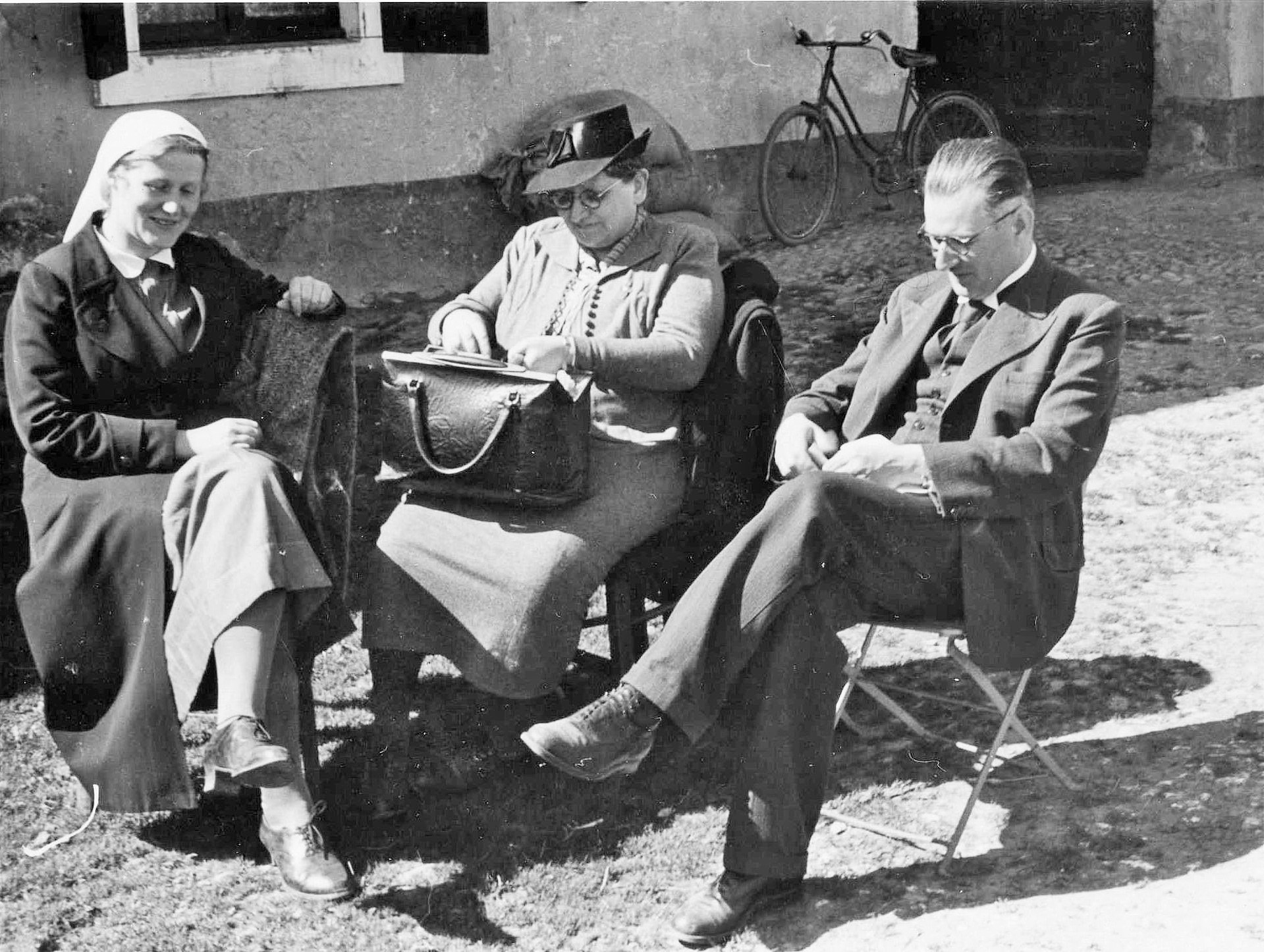
Elsbeth Kasser, Regina Kägi-Fuchsmann, Arnold Saxer, Camp de Gurs, 1942

Das oberste Organ und Exekutivkomitee der SRK Kinderhilfe war der Arbeitsausschuss, der neben dem Präsidenten (Hugo Remund, Chefarzt SRK) aus den Vertretern des SAK: Alfred Siegfried (Pro Juventute), Giuseppe Crivelli (Caritas), Regina Kägi-Fuchsmann (SAH), Hugo Oltramare, den Vertretern des SRK: Gustav Adolf Bohny, Paul Hertig, Heinrich Spengler, H. Moll-Obrecht (bis 1944), Elsbeth Kasser (ab 1945) und den Vertretern des Bundesrates: Edouard de Haller, Arnold Saxer bestand. 1945 wurde der Arbeitsausschuss auf 26 Mitglieder erweitert.
Neben dem Arbeitsausschuss wurden mehrere Kommissionen gebildet. Die für die Aufnahme der Kinder in der Schweiz zuständige Unterbringungskommission wurde in vier Kommissionen aufgeteilt, die eng zusammenarbeiteten: Transport-, Familienunterbringungs-, Kollektiv/Heimunterbringungs- und ärztliche Kommission (Präsident Hugo Oltramare). Dazu kamen die Kommissionen für Propaganda, Geschäftsprüfung, Einkauf (unter anderen mit Gottlieb Duttweiler), Werke im Ausland sowie das Zentralsekretariat in Bern (Rodolfo Olgiati bis 1943; 1944–1948 war er operativer Leiter der Zentralstelle der Schweizer Spende) und die Delegationen in Frankreich: Generaldelegierter war Max Oscar Zürcher, für die Südzone war Maurice Dubois in Toulouse zuständig, für die besetzte Nordzone Odette Micheli in Paris.

## Organisatorinnen und Helferinnen am Beispiel Südfrankreichs

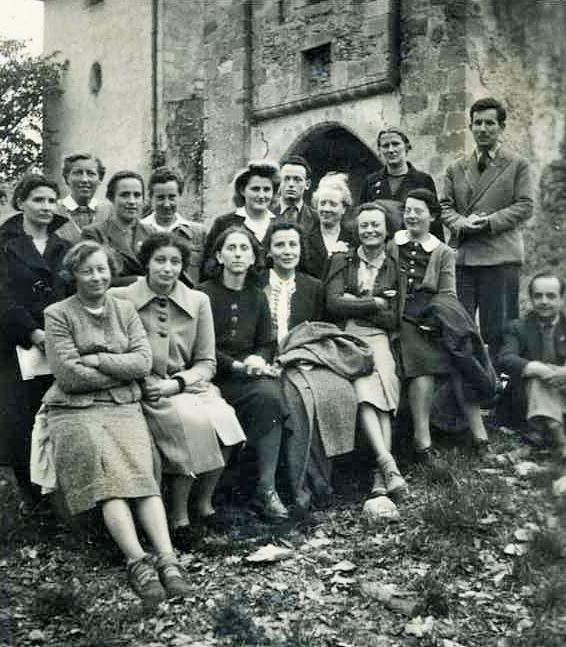
Zusammenkunft SAK-Mitarbeiter, Château de la Hille, 1941

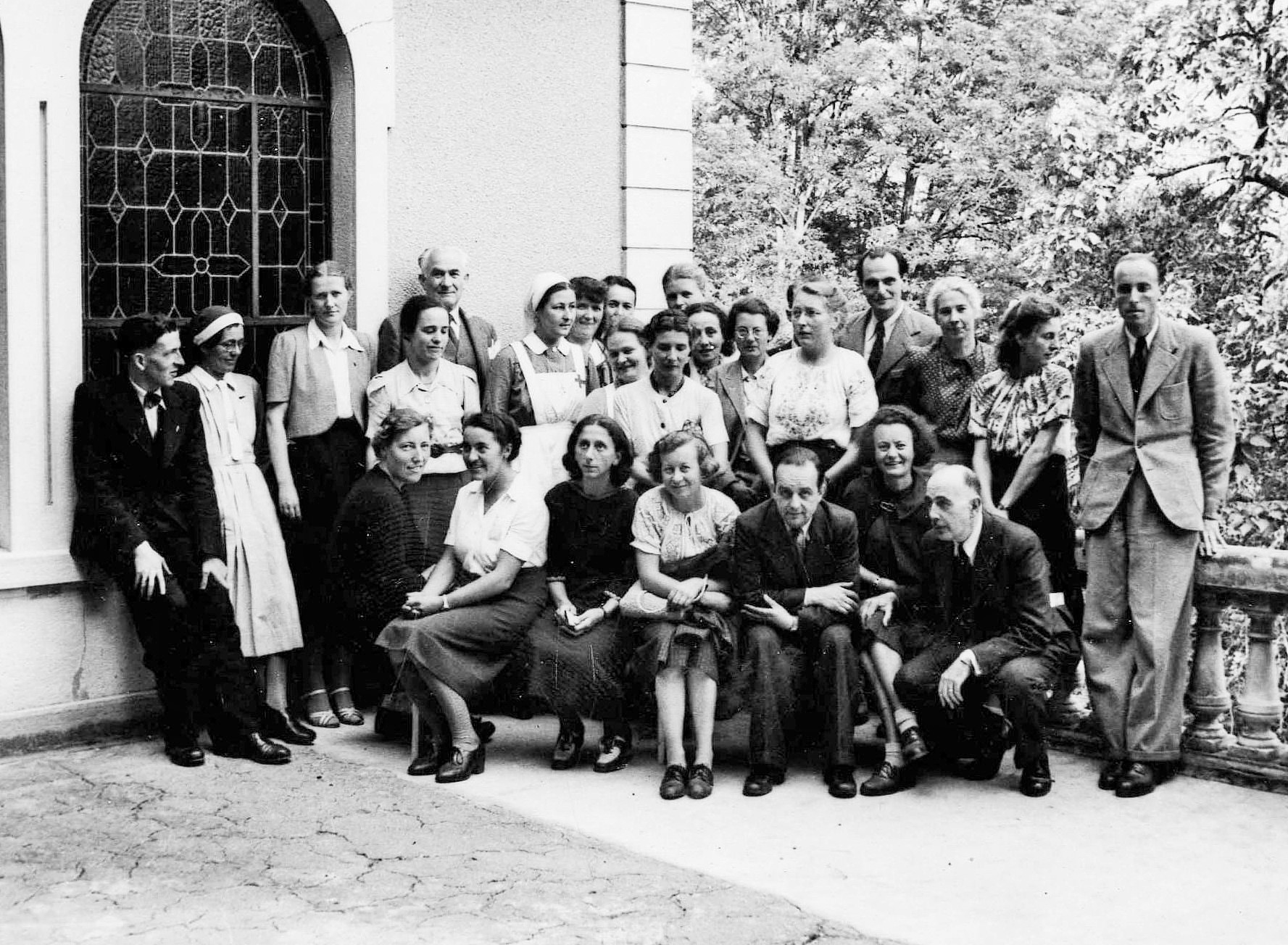
Zusammenkunft SRK-Mitarbeiter, Montluel, Juni 1942

Von den Hunderten von freiwilligen Helfern der Kinderhilfe in der Schweiz und im Ausland sind hier stellvertretend einige Mitarbeiter der Kinderhilfe in Südfrankreich aufgeführt. Diese waren mehrheitlich Schweizer Krankenschwestern und Lehrerinnen aus allen politischen und neutralen Lagern, die drei oder mehr Sprachen beherrschten. Sie engagierten sich freiwillig für Flüchtlinge und Kinder während der beiden Weltkriege und in der Zwischen- und Nachkriegszeit in der Schweiz, in Spanien während des Spanischen Bürgerkrieges, in der zone libre und im besetzten Südfrankreich, und im zerstörten Nachkriegseuropa. Sie organisierten erfolgreiche Hilfsgüter- und Geldsammlungen, Kinderheime, Kinderzüge und Erholungsaufenthalte, zeigten diplomatisches Geschick in schwierigen Verhandlungen mit Behörden und gewannen durch ihre humanistische Arbeit für die unschuldigen Opfer der politischen Umwälzungen die Unterstützung breiter Bevölkerungsschichten in der Schweiz:
- Hans Beutler
- Friedel Bohny-Reiter
- August Bohny
- Elisabeth Eidenbenz
- Renée Farny
- Georgine Gerhard
- Germaine Hommel
- Anne-Marie Im Hof-Piguet
- Elsbeth Kasser
- Elsa Lüthi-Ruth
- Marie Meierhofer
- Rösli Näf
- Emma Ott
- Mathilde Paravicini
- Nettie Sutro-Katzenstein
- Ruth von Wild

## Tätigkeiten
Die Hilfsaktionen der SAK (1940–1941), SRK Kinderhilfe (ab 1942) fanden während des Zweiten Weltkrieges und in der Nachkriegszeit in der Schweiz und in den vom Krieg betroffenen europäischen Ländern statt und hatten den folgenden Gesamtumfang:
- Aufenthalte in der Schweiz 1940–1955 (Kinderzüge): 180'000 Kinder, wovon über 60'000 aus Frankreich und der Rest aus über einem Dutzend europäischer Länder
- Hilfe vor Ort (Nahrungshilfe, Kleider usw.): Beispiel Frankreich: 550'000 Kinder
- Patenschaften 1940–1949: 140'000
- Unterbringung prätuberkulöser Kinder in der Schweiz 1945–1955: 7'000 Kinder
- Gesamtwert der Hilfsaktionen (1942–1949): 123 Millionen Schweizerfranken (ohne Betriebskosten; entsprach 2013 rund 1 Milliarde Schweizerfranken).[6]

### Kinderheime und Hilfsaktionen in Frankreich

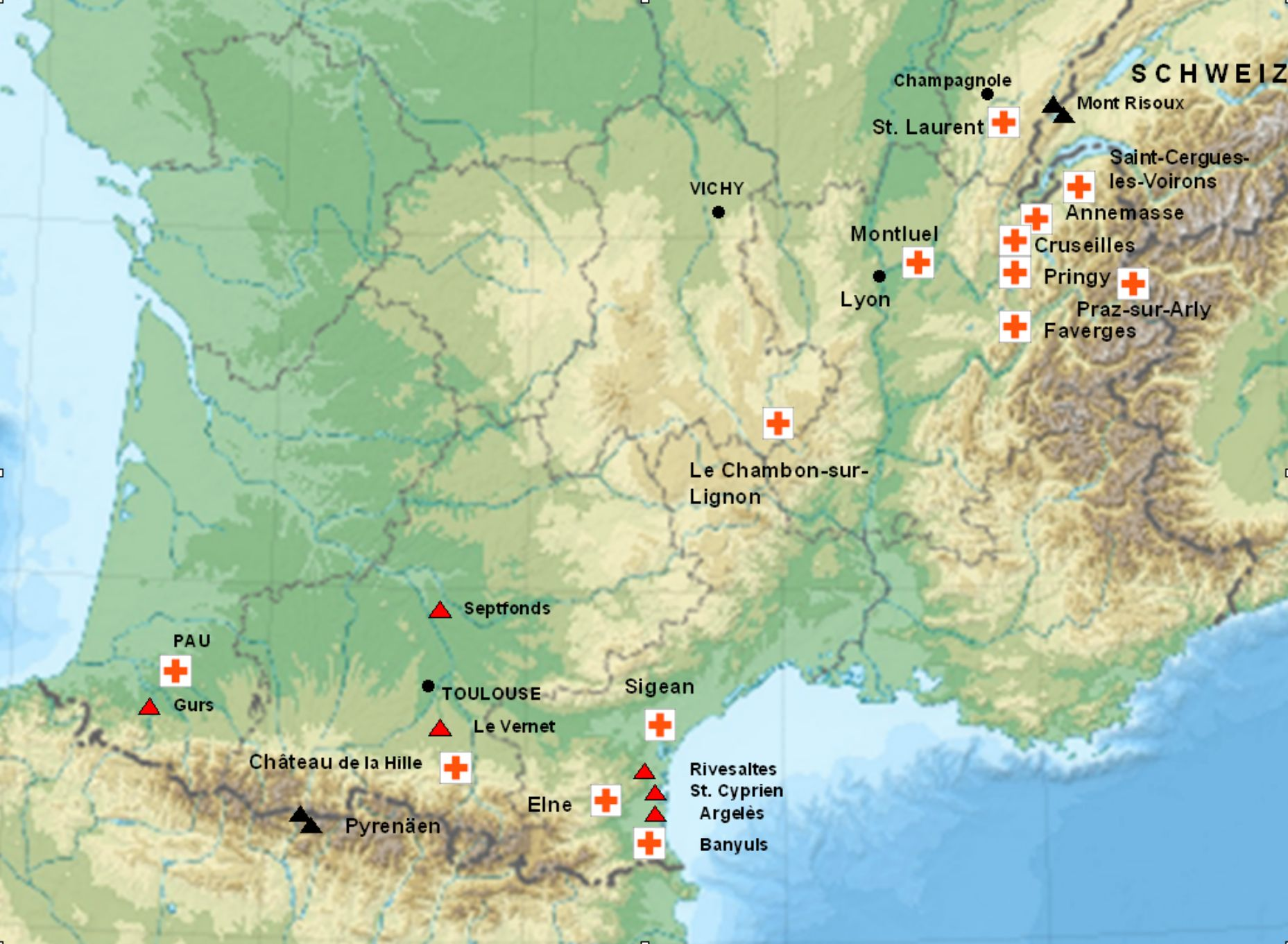
Standorte Internierungslager und SRK-Kinderheime in Südfrankreich (Auswahl)

Anfang 1942 übernahm die SRK Kinderhilfe von der SAK in Südfrankreich rund 40 Mitarbeiter und mehrere Kinderheime, darunter besonders diese Kolonien:
- Le Chambon-sur-Lignon
- Kinderkolonie „Les Feux follets“ in Saint-Cergues les Voirons
- Château de la Hille
- Pringy (Haute-Savoie)
- das Entbindungsheim Maternité suisse d’Elne mit dem angegliederten Kleinkinderheim in Banyuls-sur-Mer.

1942 und 1943 konnte die Unterbringungskapazität durch den Ausbau der bestehenden Einrichtungen und folgender neuer Kinderheime durch die SRK Kinderhilfe gesteigert werden:
- Montluel bei Lyon (Château de Bellevue)
- Praz-sur-Arly bei Megève
- Cruseilles (Château des Avenières)
- Faverges (Château de Faverges) südlich von Annecy
- Saint Laurent (Département Jura)
- Säuglingsheim Annemasse.

Von 1942 bis 1944 verdreifachte sich die Zahl der in den schweizerischen Kinderheimen in Frankreich untergebrachten Kinder.
Das Ernährungsprogramm der SAK wurde durch die SRK Kinderhilfe stark erweitert und neue Verteilungslager im Norden und Süden gebaut. Ende 1942 zählte die Südzone 360 Verteilungszentren. Im Norden wurden ab 1943 Mahlzeiten (Vesper) in den Kindergärten von Städten organisiert. 1944 verteilte die Delegation in Toulouse über 1 Million Mahlzeiten, in Paris wurden 650'000, im Norden 150'000 Schweizer Mahlzeiten verteilt. Die Patenschaften für Kinder in Frankreich nahmen von 1941 mit 5'400 auf 25'000 im Jahre 1944 zu.

### Kinderzüge in die Schweiz

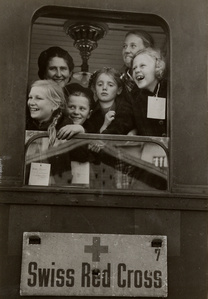
Kinder am Zugfenster bei der Abfahrt in Wien

Die Organisation von Kinderzügen mit der Eisenbahn in die Schweiz war die grösste Kinderhilfsaktion während und nach dem Ende des Zweiten Weltkriegs. 1940–1941 vermittelte die SAK rund 7'000 Erholungsaufenthalte für französische und belgische Kinder in der Schweiz. Die SRK Kinderhilfe konnte so von 1942 bis 1945 rund 55'000 unterernährten und kranken, mehrheitlich französischen Kindern einen dreimonatigen Erholungsaufenthalt ermöglichen. Nach dem Krieg wurden die Aufenthaltsprogramme weitergeführt und zugunsten von Kindern aus ganz Europa erweitert, davon ab April 1946 mehr als 44'000 aus Deutschland.
Bis zum Ende der Aktion (1956) wurden 181'000 Kinder von rund 100'000 schweizerischen Pflegefamilien betreut. Nachdem das Schweizerische Rote Kreuz die Kindertransporte eingestellt hatte, wurden die Erholungsaufenthalte in der Schweiz in kleinerem Rahmen von Privaten und Organisationen wie dem Landesverband freier Schweizer Arbeiter weiter geführt. So wurden regelmässig vor allem Kinder aus Berlin bei schweizerischen Familien untergebracht.

#### Organisation der Kinderzüge am Beispiel Deutschlands
Der Schweizer Generalkonsul Franz-Rudolf von Weiss brachte mit seinem nach 1945 erfolgten Bericht über die chaotische politische und wirtschaftliche Lage im Rheinland und dem Elend der Zivilbevölkerung sowie den hilflosen Versuchen der britischen Besatzungsmacht, Ordnung in das Chaos zu bringen, die Aktion ins Rollen. Der Jurist Hans Rolf Gautschi, Zentralsekretär der Kinderhilfe des SRK von 1944 bis 1947, konnte die Alliierten vom humanitären Charakter der Aktion überzeugen und machte den Weg für die Kinderzüge aus Deutschland frei. René Steiner, lebenslanger Mitarbeiter des SRK, war als organisatorischer Leiter der Kinderhilfe für die Organisation der Eisenbahnfahrten zuständig und half bei den Patenschaftsaktionen.
Im Frühjahr 1946 reiste die erste Delegation der Kinderhilfe des SRK nach Deutschland. Es waren Käthe Näf, Leiterin der Sektion Zürich des SRK und Verantwortliche für die Vermittlung deutscher Kinder, Marianne Jöhr, Zentralsekretärin der Kinderhilfe des SRK von 1947 bis 1949, und die Ärztin Martha Zehr. Im März und April 1946 wurde der erste deutsche Zug vorbereitet.
Die Vorauswahl der unterernährten und kranken Kinder wurde durch deutsche Ärzte vorgenommen. Eine Schweizer Ärztekommission führte zur Vorbereitung der Bahnfahrten eine medizinische Untersuchung durch. Kurz vor der Abreise wurde noch eine Reihenuntersuchung wegen ansteckender Krankheiten durchgeführt. Die Kinderzüge der Schweizerischen Bundesbahnen führten einen Packwagen (Fourgon) mit, in dem eine Küchenmannschaft aus Freiwilligen in einem grossen Kochkessel mit Holzfeuerung einfache Mahlzeiten zubereitete. Die Zugbegleiterinnen, Convoyeusen genannt, waren Freiwillige wie Martha Wachter-Schneider. Die Chefconvoyeuse Claire Hungerbühler aus Bern begleitete fast alle 74 Fahrten.
Im Grenzbahnhof Basel erhielten die Kinder im Bahnhofsrestaurant zwei Teller Wurstsuppe, für viele die erste normale Mahlzeit seit Wochen und Monaten. Die Abreise aus Deutschland war so terminiert, dass die Züge am anderen Morgen in Basel ankamen. Nach dem Essen nahm der Schweizer Grenzsanitätsdienst eine Reinigung und Desinfizierung der Kinder in der Badeanstalt vor. Die Kinder der ersten Transporte wurden für eine Woche in ein Quarantänelager in Schaffhausen gebracht, um zu verhindern, dass die ganze Aktion durch eingeschleppte Seuchen gefährdet wurde. Prätuberkulöse Kinder kamen in Pflegeheime, wie das Miralago in Brissago im Tessin, wo sie mit Liegekuren und gutem Essen gepflegt wurden.

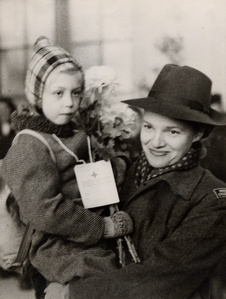
Frau Lüdi, Leiterin SRK der Wiener Kindertransporte mit dem 10'000. Wiener Kind

#### Übersicht der Kinderzüge von 1946 bis 1949
Am 17. April 1946 kam der erste Zug aus Deutschland und aus der französischen Zone mit Kindern aus Saarbrücken/Trier/Ludwigshafen im Grenzbahnhof Basel an und am 3. Dezember 1948 der letzte. Insgesamt 18 Züge mit 5'331 Kindern fuhren aus der französischen Zone in die Schweiz.
Am 5. Juli 1946 war der erste Zug aus der britischen Zone mit vier- bis zehnjährigen Kindern aus Hamburg nach zweitägiger Fahrt in Basel eingetroffen. Insgesamt 27 Züge mit 10'699 Kindern fuhren aus der britischen Zone bis zum 25. Februar 1949 in die Schweiz.
Am 16. Januar 1947 erreichte der erste Kinderzug aus der amerikanischen Zone mit Kindern aus Mannheim die Schweiz. Insgesamt waren es 18 Züge mit 6'342 Kindern, der letzte am 29. März 1949.
Am 8. Mai 1947 machte sich der erste Kinderzug aus Berlin auf den Weg in die Schweiz, und am 26. März 1949 kam der letzte von 9 Zügen mit insgesamt 4'412 Kindern.
Aus der sowjetischen Zone kamen im Januar 1948 445 Kinder aus Potsdam und im Mai 1948 433 aus Dresden.

### Umfang der Hilfsaktion in Deutschland
Die Deutschlandhilfe startete am 21. November 1945 mit zehn Kinderhilfsaktionen in deutschen Grossstädten und wurde sukzessive auf folgende Städte, Gebiete und Länder ausgeweitet: Freiburg im Breisgau, Koblenz, Mainz, Saarbrücken, Trier, Aachen, Bochum, Kleve/Goch, Dortmund, Düren/Jülich, Gelsenkirchen, Köln, Kiel, Berlin, Baden, Württemberg-Hohenzollern, bayerische Pfalz,
Rheinhessen, Saarland, Nordhessen, Rheinprovinz, Ruhrgebiet, Niedersachsen, Schleswig-Holstein, Sachsen.
Seit Anfang 1946 erhielten mehr als zwei Millionen Kinder in der britischen, französischen und sowjetischen Zone tägliche Mahlzeiten. Zehntausend Tonnen Medikamente, Kleidung und Paketsendungen gingen nach Deutschland. Daneben gab es Patenschaften zugunsten von Flüchtlings- und Vertriebenenkindern. Für unterernährte und kranke Jungen und Mädchen wurde ein Erholungsaufenthalt in die Schweiz organisiert, die sogenannten «Kinderzüge in die Schweiz».

### Schweizer Dörfer
In mehreren Grosstädten wurden sogenannte Schweizer Dörfer errichtet. Hier wurden Kinder, die nicht für eine Genesungsreise in Frage kamen, ernährt. Dasjenige von Köln bestand aus elf ehemaligen Schweizer Militärbaracken. Von dort aus wurde die Verpflegung zehntausender unterernährter Kölner Kinder organisiert und Werkstätten (Schreinerei, Schneiderei, Schusterwerkstatt), ein Beratungszentrum und eine Kindertagesstätte unterhalten. Als Ersatz für die zerstörte Kölner Kinderklinik wurden im Mai 1946 achtzehn Militärbaracken aus der Schweiz als provisorische Kinderklinik aufgebaut. Die Existenz des Schweizer Dorfes in Köln hatte bewirkt, dass aus dem schwer kriegsbeschädigten Köln vergleichsweise wenige Kinder zu Erfolgsaufenthalten in die Schweiz reisen mussten.
An vielen Orten wurden mit aus der Schweiz gespendetem Material wie Nähmaschinen, Stoffen, Wolle, Nadeln und Faden Nähstuben eingerichtet, in denen dann Textilien geflickt und neue Kleidungsstücke erstellt wurden, um insbesondere die Knappheit an Kinderkleidern beheben zu können.

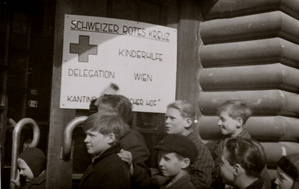
Kinderausspeiseaktion: Eingang zur Kantine des "Bayrischen Hofes" in Wien

### Kinderspeisungen
Zu den weiteren Hilfeleistungen der Kinderhilfe des SRK gehörten sogenannte Ausspeisungen in Wien, Niederösterreich und Deutschland, also die Versorgung von Kindern mit Nahrung vor Ort. Die Kinderspeisungen wurden von der Schweizer Spende überall so organisiert, dass die Kinder mit Ausweis, Esskarte, Essnapf und Löffel zur Ausgabestelle kamen, meist ein Kindergarten, wo sie das Essen zu sich nahmen. In Köln begannen die Kinderspeisungen am 1. März 1946 mit sämtlichen Kindergartenkindern und wurden drei Wochen später auf externe Kinder ausgedehnt.

### Familienaufenthalt
Der wichtigste Teil der Kinderhilfe bestand darin, dass Schweizer Familien die Kinder für drei Monate bei sich aufnahmen, in dieser Zeit für die Verpflegung, die Bekleidung sowie die sonstige Versorgung aufkamen und die Kinder so weit wie möglich in das Familienleben integrierten. Dies obwohl auch in der Schweiz die Lebensmittel bis Juni 1948 rationiert waren. Bei der Zuteilung der Kinder zu den Familien wurde vor allem auf die Übereinstimmung hinsichtlich der Sprache und der Konfession Wert gelegt. Die Familien wurden gegebenenfalls materiell durch das SRK unterstützt. Hinzu kam die Zusammenarbeit mit anderen Organisationen wie dem Schweizerischen Pfadfinderbund, der vorwiegend ältere Jugendliche in sechswöchigen Sommerlagern betreute. Viele ehemalige «Schweizer Kinder» haben bis heute enge Kontakte zu ihrer Pflegefamilie, und die Zeit in der Schweiz blieb ihnen ein unvergessliches Erlebnis. In der Regel verbesserte sich der physische und psychische Allgemeinzustand der Kinder während ihres Aufenthaltes deutlich, und sie kehrten fast immer mit neuen Kleidern, Spielzeug und anderen Geschenken nach Hause zurück.

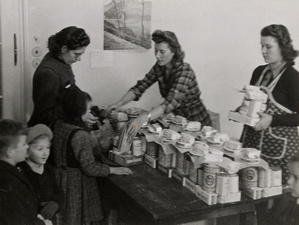
Abgabe von Patenschaftspaketen in Österreich

### Patenschaftsaktionen
Ab 1946 (in Frankreich schon früher) wurde ein Patenschaftsprogramm für Kinder in vielen Ländern Europas eingerichtet. In der Schweizer Bevölkerung konnten während der Aktion 70'000 Paten gewonnen werden. Die «Liebesgabenpakete» für Kinder, die aus verschiedenen Gründen nicht an einem Aufenthalt in der Schweiz teilnehmen konnten, enthielten Lebensmittel, Kleider, Stoffe und Bettwäsche. Im Rahmen dieser Patenschaften wurden rund 11'000 deutsche Kinder durch schweizerische Familien mit einem monatlichen Paket versorgt. Allein im Jahre 1949 erhielten deutsche Kinder 46'000 Pakete. Auch Kinder- und Waisenheime in Österreich wurden durch die Lieferung von Hilfsgütern unterstützt.

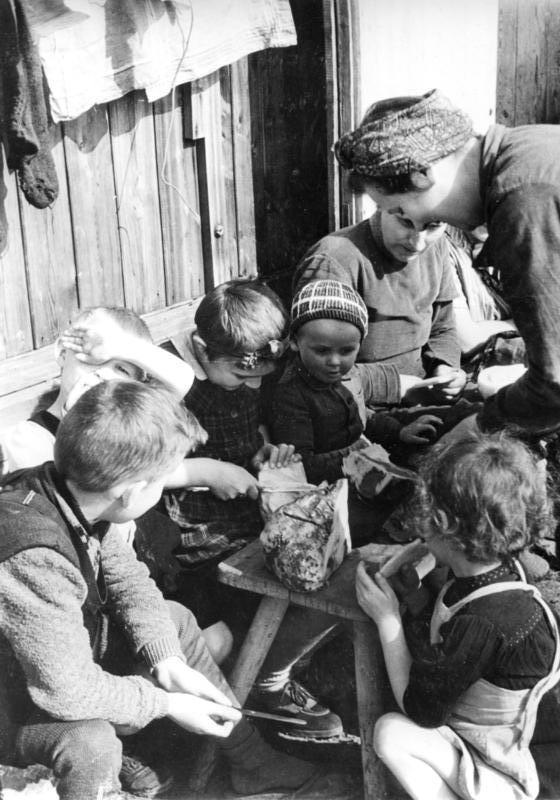
Flüchtlingslager in Schleswig-Holstein

### Hilfe für die Vertriebenen- und Flüchtlingskinder
Der Gesundheitszustand von Kindern in den Massenunterkünften der ab 1946 aus den Gebieten jenseits der Oder-Neisse-Linie vertriebenen Deutschen veranlasste das Schweizerische Rote Kreuz dazu, weitere Hilfe zu gewähren. Anfangs der 1950er-Jahre organisierten die Kinderhilfe und andere Organisationen den Aufenthalt solcher Kinder in der Schweiz. Bis Ende Winter 1951/52 nahmen Schweizer Familien 8'299 Flüchtlingskinder auf, bis 1956 waren es insgesamt 14'814.

## Finanzierung
Finanziert wurde die Kinderhilfe vorwiegend durch Geld- und Sachspenden aus der Bevölkerung, durch Basare und Abzeichenverkäufe sowie durch Einnahmen aus dem Verkauf von Sondermarken. Ab April 1942 wurde der sogenannte Wochenbatzen (französisch Sou hebdomadaire) eingeführt, ein Beitrag von 10 Rappen, die neben den Patenschaften wichtigste Einnahmequelle, die bis Ende 1946 über 8,67 Millionen Franken einbrachte.
Um die Handlungsfreiheit und Unparteilichkeit der Hilfe zu gewährleisten, erfolgte die Finanzierung ausschliesslich aus schweizerischen Mitteln. Da ein grosser Teil der Spenden aus Naturalleistungen bestand, ist der gesamte Umfang nicht genau bekannt. Vorsichtige Schätzungen gehen von etwa 120 Millionen Schweizer Franken aus. Die Schweizer Spende sowie private Komitees und Vereinigungen beauftragten das Rote Kreuz mit der Ausführung von Hilfsaktionen und übergaben ihm die dafür selbst beschafften Gelder.
Die Betreuung von rund 180'000 Kindern bis zum Ende der Aktion im Jahr 1955 durch Pflegefamilien kostete rund fünf Schweizer Franken pro Kind und Tag. Damit entsprach diese Hilfeleistung einem finanziellen Wert von rund 80 Millionen Schweizer Franken.

## Schweizer Europahilfe
Am 1. Juli 1948 übernahm die Schweizer Europahilfe das Erbe der Schweizer Spende und führte viele schon begonnene Aktionen, darunter die Arbeit in den Schweizer Dörfern, weiter.

## Ausstellungen
- Die Humanitäre Schweiz 1933–1945 – Kinder auf der Flucht mit Vortragsreihe und Zeitzeugen. Universität Basel vom 31. Oktober bis 19. Dezember 2003, Universität Bern vom 29. Oktober bis 27. November 2004, Kornhaus Bern vom 26. August bis 2. Oktober 2004[11]
- Sonderausstellung im Museum Henry Dunant Heiden vom 23. April bis November 2010: Kinderzüge in die Schweiz[12]
- Humanitarian Swiss Children’s Relief 1917-1948. Jerusalemsynagoge Prag, 16. April bis 21. Juni 2012 (tschechisch, englisch)
- Femmes oubliés, L’histoire du Secours Suisse aux Enfants, 1917-1948. Maternité Suisse d' Elne, Château d’en Bardou Elne, 16. Februar bis 30. September 2013 (französisch, katalanisch)

## Ehrung
- Am 27. Juni 1948 wurde das «Denkmal der Dankbarkeit» von Georges Salendres unter Klängen der Marseillaise von einem Mädchen in Elsässertracht und einem Basler Kind in Basel enthüllt, als Dank Frankreichs an die Helferinnen der Kinderhilfe des Schweizerischen Roten Kreuzes, die sich um unzählige französische Kinder kümmerten.[13]